# Tweede Kamerverkiezingen 2023/Kandidatenlijst/Splinter
Dit is de kandidatenlijst voor de Tweede Kamerverkiezingen van 2023 van Splinter zoals die op 13 oktober 2023 is vastgesteld door de Kiesraad.
1. Femke Merel van Kooten-Arissen, Woerden - 9.461 stemmen
2. Nienke Ipenburg, 's-Gravenhage - 1.029
3. Thijs Bogers, Amsterdam - 186
4. Jeroen Vos, Hilversum - 168
5. Marcel Jansma, Ede - 72
6. Niek Mu'ayyed Mir-Damádi, Ede - 92
7. Novella Rasenberg, Rotterdam - 314
8. Paul Janssen, Oosterbeek - 73
9. Yasmine van der Weide, Bodegraven - 184
10. Eduard Wehnes, Waadhoeke - 58
11. Ralph de Backer, Eemnes - 36
12. Anne Hoedeman, Castricum - 158
13. Bryan Rechards, Amsterdam - 39
14. Jeroen Weyers, Valkenswaard - 106
15. Gilia van Dam, Oosterwolde - 97
16. Jean-Christophe Abrahams, 's-Gravenhage - 38
17. Dick Kuin, Kudelstaart - 22
18. Marie Claire Gerritsen, Woerden - 31
19. Laura Leijendekkers, Bodegraven - 61
20. Tycho de Ruiter, Warnsveld - 106
21. Gerard Pijnenburg, Duiven - 46
22. Marise Schot, Westland - 60
23. Nora Ezendam, Utrecht - 54
24. Laura Peeters, Utrecht - 82
25. Dion de Groot, Woerden - 15
26. Magda van den Heuvel-Łuczycki, Woerden - 38
27. Patrick Bruijstens, 's-Gravenhage - 14
28. Marvin Keizer, Amsterdam - 29
29. Tijmen Gol, Woerden - 21
30. Tom de Koning, Utrecht - 40
31. Ingrid Keyser, Amsterdam - 108

2021 · 2023
VVD · D66 · GroenLinks-PvdA · PVV · CDA · SP · Forum voor Democratie · Partij voor de Dieren · ChristenUnie · Volt · JA21 · SGP · DENK · 50PLUS · BBB · BIJ1 · Piratenpartij - De Groenen · BVNL / Groep Van Haga · Nieuw Sociaal Contract · Splinter · Libertaire Partij · LEF - Voor de Nieuwe Generatie · Samen voor Nederland · Nederland met een PLAN · PartijvdSport · Politieke Partij voor Basisinkomen